# Aaronsohnia
Genre
Aaronsohnia est un genre de plante à fleurs de la famille des Asteraceae, originaire d'Afrique du Nord et du Moyen-Orient. Il fut baptisé en l'honneur de l'agronome Aaron Aaronsohn.

## Espèces
Selon Catalogue of Life (9 juin 2014), NCBI (9 juin 2014) et The Plant List (9 juin 2014) : 
- Aaronsohnia factorovskyi  Warb. & Eig
- Aaronsohnia pubescens (Desf.) K.Bremer & Humphries